# Бакаєв Сергій Іванович
Сергій Іванович Бака́єв (7 квітня 1922, Семипалатинськ — 26 листопада 2010, Ялта) — український живописець; член Спілки радянських художників України з 12 жовтня 1960 року. Заслужений художник АР Крим з 1999 року.

## Біографія
Народився 7 квітня 1922 року в місті Семипалатинську (тепер Семей, Казахстан) в сім'ї службовців. Росіянин. Мешкав у Ялті з 1924 року. Протягом 1933—1940 років навчався в Ялтинській середній школі № 1.
У Червоній армії з жовтня 1940 року. Брав участь у німецько-радянській війні. 17 серпня 1941 року був поранений, потрапив у полон. З вересня 1943 року по липень 1944 року воював у партизанському загоні імені Миколи Островського в Білорусії, був двічі поранений. З липня 1944 року в складі діючої армії брав участь у боях в Польщі і Німеччині. Нагороджений орденом Вітчизняної війни II ступеня (6 квітня 1985), медалями «За відвагу» (21 травня 1945) і «За перемогу над Німеччиною». Демобілізувався у листопаді 1946 року.
З грудня 1946 по травень 1947 років працював художником-оформлювачем у Ялтинському товаристві «Художник». У 1947—1951 роках навчався у Сімферопольському художньому училищі, де навчався у Валентина Бернадського, Тетяни Кузнецової, Михайла Крошицького, Миколи Бортникова). Дипломна робота — каритна «В сім'ї» (керівник Валентин Бернадський). Здобув спеціальність учитель малювання та креслення середньої школи.
Протягом 1951—1953 років викладав малювання в Ялтинській середній школі № 5; з травня 1953 року працював у Ялтинських художньо-виробничих майстернях Художнього фонду Української РСР; у 1960—1980 роках керував Студією самодіяльних художників.
Мешкав в Ялті в будинку на вулиці Халтуріна, № 6, квартира № 9. Помер в Ялті 26 листопада 2010 року.

## Творчість
Працював в галузі станкового живопису у жанрах пейзажу, портрета, натюрморту, сюжетної картини. Серед робіт:
- «Бурова» (1955);
- «Біля причалу» (1955);
- «Вечір» (1955);
- «Вечір на морі» (1956);
- «На березі» (1957);
- «Бурова розвідка» (1958);
- «Світанок над кримською землею» (1958; Миколаївський художній музей);
- «Ранок» (1959, темпера);
- «Після дощу» (1959);
- «Туман у порту» (1959);
- «Катери біля причалу» (1959);
- «Кацевелі» (1959);
- «Весна» (1959);
- «Теплий вечір» (1959);
- «Цемент привезли» (1959);
- «Спекотний день» (1959);
- «Вечір на виноградниках» (1959);
- «У порту» (1959);
- «Виноградники» (1959);
- серія «Ялтинський порт» (1959—1962, темпера, гуаш)
- «Останні промені» (1960);
- «Над Гурзуфом» (1960, темпера);
- «Біля Чорного моря» (1960);
- «Останній промінь» (1961, гуаш);
- «Кандидат сільгоспнаук А. А. Ріхтер» (1962, пастель)
- «Літній вечір» (1964);
- «Осінь. Море» (1964);
- «Прибій» (1964);
- «Алупка» (1964, темпера);
- «Після дощу» (1964, темпера);
- «Весняний вечір» (1966, темпера);
- «Земля Тараса» (1967);
- «Тиша» (1967, акварель);
- «Яблуні цвітуть» (1968);
- «Біля моря» (1968);
- «За роботою» (1969, темпера);
- «Ялта. Вулиця Лесі Українки, двір будинку № 6» (1970, гуаш);
- «Море» (1970);
- «Бахчисарай» (1970);
- «Берег моря» (1971);
- «Кримський натюрморт» (1971, темпера);
- «Прибій» (1971, темпера);
- «Гори не сплять» (1972);
- «Дорога до Коккози» (1973);
- «Краснокам'янка» (1974);
- «Старий колгоспник» (1975);
- «Морський кордон» (1977);
- «Вісті з рідного села» (1977);
- «Місячний вечір» (1978);
- «Прикордонна зона» (1978);
- «Кацивелі» (1979);
- «Шторм» (1979);
- «Річка Снів» (1980);
- «Рання весна» (1982);
- «Гурзуф» (1983);
- «Вечір» (1984, темпера);
- «Персик цвіте» (1985);
- «Дощ на морі» (1986);
- «Тиша» (1986);
- «Ніч» (1987);
- «У горах» (1987);
- «Нікітський берег» (1988);
- «Земля Тараса» (1989);
- «Смерть героя» (1990);
- «Вулиця в Ялті» (1990);
- «Персики цвітуть» (1993);
- «Зима» (1995);
- «Портрет Ольги Дудіної» (1960—1965);
- триптих «Вулички південного міста» (1996, гуаш);
- «Судак» (1998);
- «Зимова ніч» (1999, гуаш, темпера);
- «Східний Крим» (2000);
- «Осінні тополі» (1997—2001);
- «Місячна ніч» (2002).

Брав участь у виставках з 1955 року: 4-х Всесоюзних, 19-ти всеукраїнських, обласних і міських, а також в країнах далекого і ближнього зарубіжжя: Франції, Японії, Угорщині, Австрії.
Більше 110 робіт зберігаються в музеях: в Москві в музеї Миколи Островського, Національному художньому музеї України, Чернігівському історичному музеї, Алупкінському палаці-музеї, Харківському, Миколаївському, Горлівському, Севастопольському та Сімферопольському художніх музеях.